# Ann Simons
Ann Simons (ur. 5 sierpnia 1980 w Tongeren) – belgijska judoczka.
Na Igrzyskach Olimpijskich w Sydney w 2000 zdobyła brązowy medal w wadze ekstralekkiej (ex aequo z Niemką Anną-Marią Gradante). Do jej osiągnięć należą również dwa medale brązowe mistrzostw Europy: (2001, 2003). Pięciokrotnie była mistrzynią Belgii (1998, 1999, 2000, 2002, 2005). 